# Filotera av Egypten
Filotera av Egypten, född mellan 315 och 309 f.Kr, död mellan 282 och 268 f.Kr, var en prinsessa ur den ptolemaiska dynastin i Egypten som blev gudaförklarad efter sin död och föremål för en kult. 
Hon var dotter till Ptolemaios I och Berenike I och syster till Ptolemaios II Filadelfos och Arsinoe II. Tidpunkten för Filoteras död är inte känd, men hon avled före sin syster Arsinoe. Efter Arsinoe II:s död gudaförklarade Ptolemaios II båda sina systrar. Han lät uppföra ett tempel till hennes ära bredvid det tempel han grundade åt Arsinoe i Alexandria, och hon dyrkades liksom Arsinoe av både greker och egyptier i staden. Ptolemaios II grundade även en hamnstad vid Röda havet som han uppkallade efter henne. 